# 商標法
商標法（しょうひょうほう、昭和34年4月13日法律第127号）は、商標の使用をする者に独占的な使用権（商標権）を与えることにより、業務上の信用の維持を図って産業の発達に寄与するとともに、需要者の利益を保護することに関する日本の法律である。

## 主務官庁
- 経済産業省経済産業政策局産業組織課知的財産政策室
- 特許庁審査業務部商標課

## 沿革
日本で最初の商標に関する法規は、1884年（明治17年）6月7日に公布された商標条例（明治17年6月7日太政官第19号布告）である。この商標条例は、1888年（明治21年）に勅令をもって全部改正されている（明治21年12月20日勅令第86号）。
1899年（明治32年）、最初の商標法（明治32年3月2日法律38号）が制定され、これにより商標条例は廃止された。この旧商標法は、1909年（明治42年4月5日法律第25号）と、1921年（大正10年4月30日法律第99号）の2回の全部改正を経て、1959年（昭和34年）に商標法施行法の施行によって廃止された。
現行の商標法は、1959年に新たに制定されたものである。
平成6年（1994年）改正
以下のTRIPS協定対応である。
1. ぶどう酒及び蒸留酒の産地を表示する商標の不登録事由（第4条）
2. WTO加盟国の紋章及び印章等の不登録事由（第4条）
3. 冒用した商標の拒絶（第15条）

平成8年（1996年）改正
1. 商標法条約に対応した工業所有権法の改正
  1. 一出願多区分制の導入（第6条）
  2. 願書・申請書の記載事項の簡略化（第5条）
  3. 更新出願制度の廃止（第19条等）
  4. 商標権の回復の導入（第21～22条）
  5. 代理に関する手続の簡素化（第8～9条）
  6. 出願日の認定（第5条の2）
  7. 商標権の分割の許容（第24条）
  8. 商標出願の分割時期の制限（第10条）
2. 不使用商標対策
  1. 不使用取消審判制度の改善（第50条等）
  2. 登録料の分割納付の導入（第41条の2等）
  3. 連合商標制度の廃止（旧第7条の削除等）
3. 早期権利付与の確保
  1. 異議制度の付与後への移行（第16条の4等削除、第43条の2等）
  2. 先願未登録商標に基づく拒絶理由通知（第15条の3等）
  3. 登録商標の使用と認める範囲の拡大（第50条）
  4. 標準文字制度の導入（第5条）
4. 著名商標等の保護（第4条等）
5. 立体商標制度の導入（第2条第4項等）
6. 団体商標制度の導入（第7条等）
7. 商標権侵害に係る法人重課（第82条）
8. 登録料等の現金納付制度の導入（第40条等）
9. 指定商品の書換制度の導入（商標法附則第2～4条）

平成10年（1998年）改正
商標登録証等の交付（第71条の2）。
平成11年（1999年）改正
1. 出願公開制度の新設（第12条の2）
2. 商標登録前の金銭的請求権の新設（第13条の2）
3. マドリッド協定議定書加入のための規定の新設（第68条の2～第68条の39等）
  1. 審査期間の法定化（第16条）
  2. 国際登録出願のための規定の新設（第68条の2～第68条の8）
  3. 日本以外の締約国が日本で国際登録による保護を受けるための規定の新設（第68条の9～第68条の31）
  4. 議定書による保護が失われた場合の日本での保護についての規定の新設（第68条の32～第68条の39）

平成14年（2002年）改正
1. 商標の使用行為の明確化（第2条第3項）
2. 国際商標登録出願における個別手数料の分割納付等の改正

平成17年（2005年）改正
地域団体商標制度を導入（第7条の2）。
平成18年（2006年）改正
1. 小売業、卸売業について使用される商標の保護を開始（第2条）
2. 商標の使用の定義の拡大（第2条）
3. 団体商標の主体拡大（第7条）

平成20年（2008年）改正
1. 拒絶査定不服審査期間の伸長（第44条1項）
2. 出願料・登録料の値下げ

平成26年（2014年）改正
1. 音、ホログラム、動き、輪郭のない色彩、位置についての商標の導入（2015年4月1日より出願受付を開始）
  1. 音商標：テレビやラジオなどのコマーシャルなどで使用されるサウンドロゴ、コンピューター起動時の音など。 2015年10月27日、特許庁が初めて21件の登録を認める旨の判断をしたことを発表し[2]、同年11月6日、久光製薬の「ヒサミツ」[3]など13件が初めて登録された。
  2. ホログラム商標：視覚角度に応じて変化して視認される文字、図形など。 2015年10月27日、特許庁が初めて1件の登録を認める旨の判断をしたことを発表し[2]、同年11月6日、三井住友カードの「プレミアムギフトカード」[4]が初めて登録された。
  3. 動き商標：テレビ、コンピューター、タブレット端末等の画面上などの映像における変化する文字、図形など。 2015年10月27日、特許庁が初めて16件の登録を認める旨の判断をしたことを発表し[2]、同年11月6日、男性の腹部が膨らみ、シャツのボタンがはじけた後、腹部の断面に生薬が取り込まれ、燃え出す様子が表された小林製薬の商標[5]など6件が初めて登録された。
  4. 色彩のみからなる商標：商品の包装紙、広告等の看板に使用される色彩。 2017年3月1日、特許庁が初めて2件の登録を認める旨の判断を同年2月28日付で行ったことを発表し[6]、同年3月10日、上から順に、青色、白色、黒色が商標の縦幅を3等分しているトンボ鉛筆の商標[7]が初めて登録された。色彩が消費者に相当認知されていないと登録されないためハードルが高く[8]、2023年11月26日現在、7社（トンボ鉛筆[9]、セブン-イレブン・ジャパン[10]、三井住友フィナンシャルグループ、三菱鉛筆[11]、ファミリーマート[12]、ユーシーシー上島珈琲[13]、日清食品[14]）の9件しか登録されていない。
  5. 位置商標：文字・図形の標章を商品に記載する位置が特定される商標。 2015年10月27日、特許庁が初めて2件の登録を認める旨の判断をしたことを発表し[2]、同年11月6日、商品の包装用容器の本体側面の上半部に付された赤色の図形からなるシーズ・ホールディングスの商標[15]が初めて登録された。
2. 地域団体商標の主体拡大（第7条の2）
3. 救済措置の拡大
4. 商標権の効力が及ばない範囲に、何人かの業務に係る商品又は役務であることを認識出来ない（商標の形式的な表示であり、商標的使用では無い）使用を明文化。（第26条1項6号）

平成27年（2015年）改正
1. 登録料の引き下げ（約25%）
2. 救済措置の拡大

令和元年（2019年）改正
特許法等の一部を改正する法律が2019年5月13日に制定された。
1. 通常使用権の許諾制限の撤廃
2. 商標権の侵害行為により生じた損害の賠償額の算定方式の見直し
3. 国際商標登録出願にかかる補正手続の期間延長

令和3年（2021年）改正
1. 輸入する行為には、外国にある者が外国から日本国内に他人をして持ち込ませる行為が含まれる旨が追加

令和5年（2023年）改正
1. 他人の氏名を含む商標に係る登録拒絶要件の見直し
2. コンセント制度の導入

## 日本以外の商標制度

### ヨーロッパ
欧州連合知的財産庁（2016年以前の名称：欧州共同体商標意匠庁、OHIM）が、European Union trade mark(EUTM、以前はCTM、欧州共同体商標)を登録・管理する。
フランス
世界で最初の商標法は、1857年にフランスで制定された「製造標及び商業標に関する法律」である。Code de la propriété intellectuelle L712
イギリス
イギリスでは1862年に商品標法、1875年に商標登録法が制定された。その後、1994年に現行の商標法が制定された。
ドイツ
ドイツでは1874年に最初の商標保護法が成立する。ドイツ特許商標庁

### アメリカ大陸
アメリカ
アメリカでは、各州でコモン・ローにより保護されていたが、1946年に連邦の制定法として連邦商標法（ランハム法 Lanham Act、合衆国法典第15巻第22章、15 U.S.C. ch. 22）が制定された。

### アジア
中国
1963年に「商標管理条例」を制定後、1982年に中華人民共和国商標法を制定し、1983年に施行する。1993・2001年に改正する。